# Inga Lindström: Die Süße des Lebens
Die Süße des Lebens ist ein deutscher Fernsehfilm von Laura Thies aus dem Jahr 2023. Er ist Bestandteil des ZDF-Herzkino-Sonntagsfilms und der 99. Film der Inga-Lindström-Reihe nach der gleichnamigen Erzählung von Christiane Sadlo. Die Hauptrollen sind mit Hanna Mall, Marc Barthel, Saskia Valencia und Christoph M. Ohrt besetzt.

## Handlung
Die Konditorin Juna hat Streit mit ihrem Chef, weil sie Standardtorten kreativ verziert. Dies macht Herrn Erikson Probleme, da in den anderen Filialen nur die normalen Torten angeboten werden. Als die Situation eskaliert, kündigt Juna kurzerhand und lässt ihn stehen. Als sie am Hafen etwas zu essen kaufen will, trifft sie auf ihren alten Schulfreund Emil, den sie seit Jahren nicht mehr gesehen hat. Emils Mutter Anna ist die neue Nachbarin von Junas Onkel Nils in ihrer alten Heimat Vrena. Emil hofft, dass sie sich dort wieder öfters treffen werden. 
Junas Tochter Ida feiert ihren 10. Geburtstag und hat sich nichts mehr gewünscht, als dass ihr Vater Viggo auch dabei ist. Juna, die sich schon lange von ihm getrennt hat, glaubt nicht daran, da er als Fotograf ständig in der ganzen Welt unterwegs ist und auch nicht auf ihre Anrufe reagiert. Gerade als sie mit der Feier beginnen will, taucht er tatsächlich auf und erklärt, dass er nun wieder einen Job in Stockholm hat. Da erreicht Juna ein Anruf von Nils, weil er sich den Arm gebrochen hat und Hilfe für die Bäckerei sucht. Sie bietet an, ihm zu helfen, was er aber nicht will. Sie geht trotzdem nach Vrena, als Ida Ferien hat. Da Viggo keine Zeit hat, um Ida in die Reitferien zu begleiten, ist sie sehr enttäuscht. Aber sie verspricht Ida, jemanden zu finden, bei dem sie reiten kann.
Emil und seine Verlobte Liv sind auch da, sie überrascht ihn mit einer Tanzstunde bei einer professionellen Lehrerin, da sie an der Hochzeit wenigstens einen Tanz mit ihm machen möchte. Als Juna am nächsten Morgen in die Bäckerei geht, schleicht Ida aus dem Haus, um die Pferde bei den Nachbarn zu suchen. Sie bittet Onkel Nils, die Nachbarin zu fragen, ob sie reiten darf, er lehnt aber ab. Am Abend erhalten Nils und Juna überraschend Besuch von einem Prüfer, der einem anonymen Hinweis nachgeht, dass in der Bäckerei Brandgefahr herrscht. Er findet prompt ein angeschmortes Kabel, das ersetzt werden muss, und schließt die Bäckerei für zwei Tage. Nils weiß bereits, wer dahintersteckt, seine Nachbarin.
Emil organisiert für Ida ein Treffen mit seiner Mutter, damit sie reiten kann. Sie verrät Anna, dass Onkel Nils nichts davon wissen darf, Anna fragt sie über ihn aus. Emil trifft am Steg zufällig auf Juna, sie unterhalten sich über alte Zeiten. Liv reagiert zunehmend eifersüchtig auf sie, als sie mitbekommt, dass sie sich getroffen haben. Emil geht bei Juna im Laden vorbei, um eine Torte für die Hochzeit zu bestellen. Als Liv den Entwurf für die Torte sieht, reagiert sie wieder eigenartig. Sie will nicht, dass Juna die Torte macht. Auch Nils hat keine Freude daran, ebenso dass Ida ständig bei den Pferden ist. Überraschend taucht dann auch noch Viggo auf, um Ida für die Reiterferien abzuholen. Zuvor geht er noch mit Juna etwas trinken und sie begegnen zufällig Emil und Liv. Das Zusammentreffen verläuft ziemlich kurios, weil Juna genau das Gegenteil von dem erzählt, was Viggo denkt. Er erhofft sich nämlich, wieder mit ihr zusammen zu kommen.
Liv ruft bei Juna an, um ihr mitzuteilen, dass sie eine andere Konditorei für die Hochzeitstorte ausgewählt haben. Juna erzählt es Nils, der sich überhaupt nicht mehr wundert. Als Nils und Juna den reparierten Rasensprenger wieder in Betrieb nehmen wollen, löst sich der Schlauch und das Wasser spritzt genau auf den Grill der Nachbarn. Anna vermutet dahinter wieder eine Gemeinheit von Nils und schreit deswegen Juna an. Emil versucht zu schlichten, hat aber keine Chance. Juna stellt Nils zur Rede und will wissen, ob er das mit Absicht gemacht hat. Er erzählt ihr, dass Anna und er früher ein Liebespaar waren und sich im Streit getrennt hatten. Juna verlangt von ihm, dass er das mit Anna klärt. Sie treffen sich zufällig beim Einkauf am Fischstand, da geht die Streiterei weiter, weil es nur noch einen Fisch hat, den beide wollen. Emil erfährt, dass Liv hinter seinem Rücken den Auftrag bei Juna abgesagt hat. Er trifft sich mit ihr an der Strandbar, um sich zu entschuldigen. Sie erzählt ihm davon, dass Nils und Anna früher ein Paar waren. Als sie wieder zu Hause ist, erfährt sie von Nils, dass er einen neuen Mietvertrag für die Bäckerei bekommen hat, bei dem die vierfache Miete verlangt wird, weil der Besitzer gewechselt hat.
Juna bittet Emil um Hilfe wegen des Mietvertrags, Liv bietet sich an, weil es ihr Spezialgebiet ist. Viggo und Ida sind zurück aus den Reitferien, er möchte noch ein bisschen bleiben und stellt sein Zelt im Garten auf. Emil trifft Juna am Steg und sie albern herum, dabei kommen sie sich näher und küssen sich. Sie will davonlaufen, doch Emil erklärt ihr, dass er sich wieder in sie verliebt hat. Liv hat das Ganze im Gebüsch versteckt beobachtet. Juna will wegen des Vertrags mit Liv sprechen, dabei erfährt sie von Anna, dass sie und Emil überraschend abgereist sind. Viggo hat Ida den Vorschlag gemacht, mit ihm nach Amerika zu ziehen. Sie erzählt es ihrer Mutter, sie stellt ihn zur Rede und verlangt von ihm, dass er Ida sagt, dass es nicht um sie geht und nur ein Vorwand war. Juna telefoniert mit Liv wegen des Vertrags, sie wiegelt ab, weil sie keine Zeit hat. Ida stellt fest, dass ihr Vater verschwunden ist und gibt ihrer Mutter die Schuld daran.
Nils bekommt die Kündigung, weil sie die Frist verstreichen haben lassen. Juna vermutet, dass Liv dahinterstecken könnte. Sie versuchen mit ihr zu sprechen, treffen sie aber nicht an. Juna schickt Emil eine Sprachnachricht. Viggo taucht wieder auf und teilt mit, dass er New York abgesagt hat. Er erfährt, dass sie die Bäckerei verlassen müssen. Emil kommt vorbei, um zu helfen, er hat sich mit Liv gestritten und den Fall weggenommen, als er die Nachricht von Juna erhalten hat. Als sie den neuen Besitzer treffen wollen, stellen sie fest, dass es sich um eine Scheinfirma handeln muss. Emil spricht mit seiner Mutter darüber und will von ihr wissen, ob sie den Firmennamen kennt. Sie will nicht, dass er sich weiter darum kümmert. Anna stellt Liv zur Rede, weil sie zu weit gegangen ist. Sie verlangt von ihr, dass sie alles rückgängig macht. Sie sollen aber nicht erfahren, dass Anna die neue Besitzerin der Bäckerei ist. Nils kapituliert aber und will sein Haus verkaufen.
Juna geht bei Emil in der Kanzlei vorbei und wirft ihm vor, mit Anna und Liv unter einer Decke zu stecken. Er weiß aber von nichts, Liv erklärt ihm alles und gesteht, dass sie den Vertrag manipuliert hat. Er sagt ihr, dass er sie nicht mehr heiraten kann, weil er keine Gefühle mehr hat. Anna sieht, dass Nils das Haus verkaufen will. Sie sprechen endlich miteinander über die Vergangenheit und Anna bittet ihn, zu bleiben. Juna hat sich entschlossen, die Bäckerei zu übernehmen und teilt dies Viggo und Ida mit. Sie will allein sein und geht zum Steg, da taucht Emil auf und versichert ihr, dass er nichts vom Vertrag gewusst hat. Zudem sagt er ihr, dass er sich von Liv getrennt hat. Als er wieder gehen will, hält ihn Juna zurück und sie kommen zusammen.

## Hintergrund
Die Süße des Lebens wurde vom 9. September bis zum 7. Oktober 2022 an Schauplätzen in Schweden gedreht. Produziert wurde der Film von der Bavaria Fiction GmbH.

## Rezeption

### Einschaltquote
Die Erstausstrahlung am 14. Mai 2023 im ZDF wurde von 4,61 Millionen Zuschauern gesehen, was einem Marktanteil von 16,7 % entspricht.

### Kritiken
Die Kritiker der Fernsehzeitschrift TV Spielfilm zeigten mit dem Daumen geradeaus und fassten den Film mit den Worten „Überzuckerte Tortenschlacht nach Schema F“ zusammen.
Oliver Armknecht von film-rezensionen.de vergab 3 von 10 Punkten und zog das Fazit  „Die Süße des Lebens bietet streng genormten Eskapismus für ein Publikum, das anderthalb Stunden lang an nichts mehr denken möchte. Das trieft vor Klischees, ist teilweise zynisch, obwohl es sich als romantisch verkauft. Aber es gibt attraktive Menschen und eine idyllische Gegend.“